# Mountfield Hradec Králové
Mountfield HK – czeski klub hokejowy z siedzibą w Hradcu Králové.
Swoje mecze u siebie rozgrywa na stadion zimowy Hradec Králové (ČPP arena) pod Białą Wieżą, który może pomieścić 6890 widzów.
Kluby partnerskie to SC Marimex Kolín i HC Příbram. 

## Historia

### Dotychczasowe nazwy
- 1926 - BK Hradec Králové
- 1948 - Sokol Škoda Hradec Králové
- 1952 - Spartak Hradec Králové ZVÚ
- 1976 - TJ Stadion Hradec Králové
- 1992 - HC Stadion Hradec Králové
- 1994 - HC Lev Hradec Králové
- 2000 - HC Hradec Králové a.s.
- 2003 - HC VČE Hradec Králové a.s.
- 2007 - HC VCES Hradec Králové a.s.
- 2007 - Královští lvi Hradec Králové a.s.
- 2013 - Mountfield HK a.s.

### Starania o angaż do ligi KHL
Od 2009 klub starał się o angaż do gry w rozgrywkach Kontinientalnaja Chokkiejnaja Liga w sezonie 2010/11. Początkowo bez rezultatu, gdyż władze czeskiej federacji hokejowej nie zezwoliły mu na udział w KHL. Ostatecznie jednak klub zręcznie "obszedł" zakaz wydany przez rodzime władze i przeniósł swoją siedzibę do słowackiego miasta Poprad (oddalonego o 430 km od Hradec Králové), po czym został przyjęty do KHL. Słowacki związek hokeja na lodzie nie miał nic przeciwko temu, by zespół grał w innych rozgrywkach. Jedynie czescy kibice nie szczędzili słów krytyki. Tym samym drużyna zajęła 24 miejsce w lidze, zwolnione przez ukraiński klub HK Budiwelnyk Kijów, początkowo przyjęty do KHL, jednak następnie z niej wykluczony. Poinformowano, iż klub w tym sezonie dysponuje budżetem 350 mln koron czeskich (ok. 56 mln złotych). Drużyna przyjęła nazwę HC Lev Poprad. Jednak ostatecznie słowacka federacja (SZLH) nie dopuściła do występów klubu Lev w KHL, żądając aby Lev został przyjęty do Federacji Hokeja Rosyjskiego (FHR, w sytuacji, gdy żaden klub rosyjski występujący w KHL nie przynależy do niej). Poinformowano, iż przyjęcie klubu do KHL będzie możliwe od sezonu 2011/12.

### Przystąpienie do ekstraligi
W 2013 klub przejął licencję od klubu HC Czeskie Budziejowice, który utracił miejsce w ekstralidze w wyniku konfliktu sponsorskiego i administracyjnego. Do projektu prowadzenia klubu włączył się dotychczasowy sponsor zespołu z Czeskich Budziejowic, firma Mountfield, oraz miasto Hradec Králové.

## Sukcesy
- Brązowy medal 1. ligi: 2007
- Brązowy medal mistrzostw Czech: 2017
- Srebrny medal mistrzostw Czech: 2023
- Finał Hokejowej Ligi Mistrzów: 2020